# Hamlet (filme de 1948)
Hamlet é um filme britânico de 1948, dirigido e protagonizado por Laurence Olivier, baseado na clássica peça de teatro homônima de William Shakespeare.
É o segundo filme dirigido por Olivier e também o segundo dos três filmes baseados em Shakespeare que ele foi o diretor (As You Like It de 1936 tinha sido estrelado por Olivier mas o diretor foi Paul Czinner). Olivier quis que Hamlet fosse feito em preto e branco e se tornou o primeiro filme britânico a ganhar o Oscar de Melhor Filme. É também o primeiro filme sonoro sobre a peça, realizado na Inglaterra. A versão sonora de 1935,  Khoon Ka Khoon, foi realizada na Índia em urdu.
O Hamlet de Olivier é o filme sobre Shakespeare que recebeu os prêmios mais prestigiados: Oscar de Melhor Filme e Melhor Ator e o Leão de Ouro do Festival de Cinema de Veneza. Mas é objeto de controvérsia, com os "puristas" da obra de Shakespeare criticando as alterações de Olivier para condensar a peça de quatro horas em duas horas de filme. Milton Shulman escreveu no jornal The Evening Standard (tradução livre): "Alguns dirão que foi um dos maiores filmes já feito enquanto outros sofrerão de profundo desapontamento. Laurence Olivier não deixa dúvidas que é um dos maiores atores vivos…suas liberdades com o texto, contudo, causam muitos incômodos."
Na narração de abertura do filme, Olivier inclui uma frase com sua interpretação pessoal da peça, objeto de críticas: "This is the tragedy of a man who could not make up his mind".
Olivier retirou os elementos políticos do texto (cortou os personagens Fortinbras, Rosencrantz e Guildenstern) e deu ênfase à psicologia dos personagens. John Gielgud fez o mesmo anos depois em sua produção para o rádio de 1951, no programa Theatre Guild on the Air. Gielgud também seguiu a versão de Olivier dando a fala final para Horatio no lugar de Fortinbras.
Olivier também ressalta o Complexo de Édipo com Hamlet beijando sua mãe nos lábios muitas vezes durante o filme. O acadêmico Jack Jorgens comentou que "As cenas de Hamlet com a Rainha são efetivamente cenas de amor" Em contraste, a Ofélia de Jean Simmons é destroçada pelo tratamento que recebe de Hamlet.
De acordo com J. Lawrence Guntner, o estilo do filme é próximo do Expressionismo Alemão e do film noir: os ambientes lúgubres e as escadarias tortuosas corresponderiam aos labirintos da mente de Hamlet.

## Elenco

### Corte dinamarquesa
- Laurence Olivier - Príncipe Hamlet da Dinamarca e a voz do fantasma do Rei Hamlet. Hamlet é o filho do rei morto, em conflito pela suspeita de ter havido um crime cometido contra o pai. Olivier, considerado por muitos como o maior ator do Século XX, tinha interpretado esse papel por duas vezes: numa peça teatral de 1937, no Old Vic Theatre ou "Antigo Teatro Vitoriano" e depois no Castelo Elsinore, o cenário em que se passa a história. Foi a única vez que ele ganhou o Oscar de melhor ator, mesmo tendo sido indicado três vezes antes e cinco vezes depois. Ele recebeu um Oscar honorário.
- Basil Sydney - Rei Claudius. Irmão e assassino do Rei Hamlet, que se casa com a viúva apenas dois meses após o crime. Sidney era um ator britânico com muitos trabalhos no cinema ao longo de sua carreira, inclusive um papel coadjuvante no filme de 1950 de Walt Disney, Ilha do Tesouro.
- Eileen Herlie - Gertrude. Rainha viúva que se casou com Claudius sem suspeitar do crime contra o marido. Ela teme pela saúde mental do filho Hamlet. Herlie era uma atriz americana de descendência escocesa, que ficou conhecida na televisão americana por aparecer na série All My Children. O papel em Hamlet foi conseguido com um acordo com o produtor Sir Alexander Korda e ela o repetiria na Broadway em 1964, numa produção ao lado de Richard Burton.
- Norman Wooland - Horatio. Fiel amigo de Hamlet. Wooland nasceu na Alemanha e fez carreira de ator na Inglaterra que voltaria a trabalhar com Olivier em Ricardo III.
- Felix Aylmer - Polonio, o Camareiro Real. Suspeita de Hamlet e se convence da insanidade do príncipe, impedindo que sua filha Ofélia volte a se encontrar com ele. Aylmer tinha trabalhado com Olivier em Henrique V e em As You Like It.
- Terence Morgan - Laertes. Filho de Polonio, volta à Dinamarca e culpa Hamlet pela morte de seu pai e Ofélia, sua irmã, e quer vingança. Morgan era um ator britânico que se juntou ao grupo teatral Old Vic em 1948.
- Jean Simmons - Ofélia. Filha de Polonio, enlouquece e morre, não suportando a rejeição de Hamlet e a suspeita dele ser o assassino do pai. A atuação de Simmons nesse filme levou-a a ser indicada ao Oscar de melhor atriz coadjuvante. Ela se tornaria uma estrela de Hollywood, aparecendo em muitos filmes tais como The Robe e Spartacus. Quando morreu, era a última sobrevivente do elenco principal do filme.

### Soldados
- John Laurie - Francisco. Sentinela que avisa Bernardo no início do filme e depois não volta a aparecer. John Laurie era um ator escocês que atuou em três filmes de Olivier sobre Shakespeare. Laurie ficaria conhecido ao participar da popular sitcom Dad's Army.
- Esmond Knight - Bernardo. Sentinela que sucede a Francisco e que também vê o fantasma do Rei Hamlet. Ele e Marcellus tem dificuldade para convencer Horatio sobre a aparição, até que o próprio também a visse. Esmond Knight era um ator britânico que aparece em quatro dos filmes de Olivier sobre Shakespeare, além de The Prince and the Showgirl. Ele também foi o maestro em The Red Shoes de 1948.
- Anthony Quayle - Marcellus. Soldado estacionado em Elsinore. Ele e Bernardo veem o fantasma. Anthony Quayle foi um ator inglês que alcançaria bastante sucesso na carreira cinematográfica, aparecendo em clássicos como The Guns of Navarone e Lawrence of Arabia.
- Niall MacGinnis - Capitão naval. Esse personagem foi criado para o filme e era o comandante do navio de Hamlet enviado para a Inglaterra. As falas dele, contudo, estão na peça original, ditas por uma marinheiro. MacGinnis era um ator irlandês que apareceu em vários filmes. Ele foi Zeus no filme de 1963 Jason and the Argonauts, atuando ao lado de Honor Blackman que interpretou Hera. Também foi um dos quatro assassinos de Becket.
- Christopher Lee, que ficaria famoso em filmes de horror sobre Frankenstein e Drácula produzidos pelo Estúdio Hammer, aparece numa figuração não creditada como padioleiro. Ele não tem falas no filme.

### A peça dentro da peça
- Harcourt Williams - Ator principal, contratado por Hamlet para alterar o texto original e reencenar o assassinato cometido por Claudius. Harcourt Williams tinha aparecido no filme de Olivier Henrique V.
- Patrick Troughton…Rei. Vítima do assassinato. Patrick Troughton era um ator britânico, que ficaria conhecido como "Segundo Doutor" na série Doctor Who.
- Tony Tarver - Rainha. Alude a Gertrude. Foi a única atuação no cinema de Tarver [7]

### Serviçais da corte
- Peter Cushing - Osric, cortesão afetado que atua como árbitro no duelo de Hamlet e Laertes. Foi o primeiro grande papel de Cushing. Ele seria um ator bastante atuante nas produções da Hammer, companheiro frequente de Christopher Lee e conhecido pelo seu papel de Grande Moff Tarkin em Star Wars. Ele também interpretaria Sherlock Holmes em muitos filmes, principalmente no remake de 1959 da Hammer Films para The Hound of the Baskervilles.
- Stanley Holloway - Coveiro (um segundo coveiro na peça foi omitido). Ele cavava a cova de Ofélia quando Hamlet e Horatio cruzam por ali a caminho da Corte. Stanley Holloway era um artista britânico, que mais tarde ficaria conhecido pelo seu papel de Alfred P. Doolittle na peça original de 1964 e na versão para o cinema de My Fair Lady. Ele foi avô paterno de Sophie Dahl.
- Russell Thorndike - Padre que faz o funeral de Ofélia. Russell Thorndike era irmão de Madame Sybil Thorndike.

## Enredo
A história se inicia nas ameias do castelo dinamarquês de Elsinore quando os sentinelas Francisco, Bernardo e Marcellus estão assustados com a aparição por duas noites seguidas do fantasma do Rei Hamlet, morto dois meses antes. Marcellus conta a Horatio, fiel amigo do Príncipe Hamlet, que com isso participa da vigia seguinte e também vê o fantasma.
Enquanto isso, no Salão Real, a corte celebra o casamento da Rainha Gertrude, mãe de Hamlet, e o Rei Claudius, irmão do rei falecido. Hamlet não compreende que sua mãe aceitara se casar a tão pouco tempo da morte do pai, morto supostamente por uma mordida de cobra quando dormia no jardim, e se recusa a participar das comemorações. Horatio chega e lhe fala da visão e o príncipe vai até a ameia na noite seguinte. E consegue ouvir seu pai dizer que fora assassinado (em flashback é mostrado Claudius despejando veneno no ouvido do Rei que dormia). Hamlet diz a seus companheiros que se fará de louco enquanto prepara sua vingança.
A encenação de Hamlet convence Polónio pai de Ofélia que está enamorada de Hamlet, de que o príncipe realmente está louco. Hamlet contrata um grupo teatral para divertir a corte com a peça  O assassinato de Gonzago mas altera a cena e o assassinato mostrado é o praticado contra seu pai, atormentando a consciência de Claudius. 
Gertrude chama Hamlet a seus aposentos e enquanto discutem, o príncipe ouve ruídos atrás das cortinas e, acreditando ser Claudius, desfere um golpe de espada e acaba por matar Polónio. Hamlet é deportado para a Inglaterra e o Rei dá ordens de que ele seja morto ao chegar. Mas, no meio da viagem, o navio de Hamlet é atacado por piratas (passagem não constante do texto original). Ele consegue retornar à Dinamarca com a ajuda de Horatio. Em sua ausência, Ofélia enlouquece pela rejeição de Hamlet e a suspeita dele ser o assassino do pai dela, e morre afogada num riacho. Laertes, o irmão de Ofélia, retorna e ao saber dos fatos trágicos acontecidos com a família, quer vingança contra Hamlet.
Claudius e Laertes são avisados do retorno de Hamlet e conspiram para matá-lo. Laertes desafia Hamlet para um desafio de espadas sem ponta, mas mantém a sua afiada e envenenada sem que o príncipe desconfie. Enquanto isso o rei prepara um veneno para o caso de Laertes não conseguir atingir Hamlet mas a Rainha percebe o plano e a história termina com o fim trágico de todos, exceto Horatio que presta as últimas honras ao príncipe Hamlet.

## Principais prêmios e indicações
Óscar 1949 (Estados Unidos)
- Venceu nas categorias de melhor ator (Laurence Olivier), melhor direção de arte - preto e branco (Roger K. Furse e Carmen Dillon), melhor figurino - preto e branco (Roger K. Furse), melhor filme.
- Indicado nas categorias de melhor atriz coadjuvante (Jean Simmons), melhor diretor (Laurence Olivier), melhor trilha sonora original (William Walton).

BAFTA 1949 (Reino Unido)

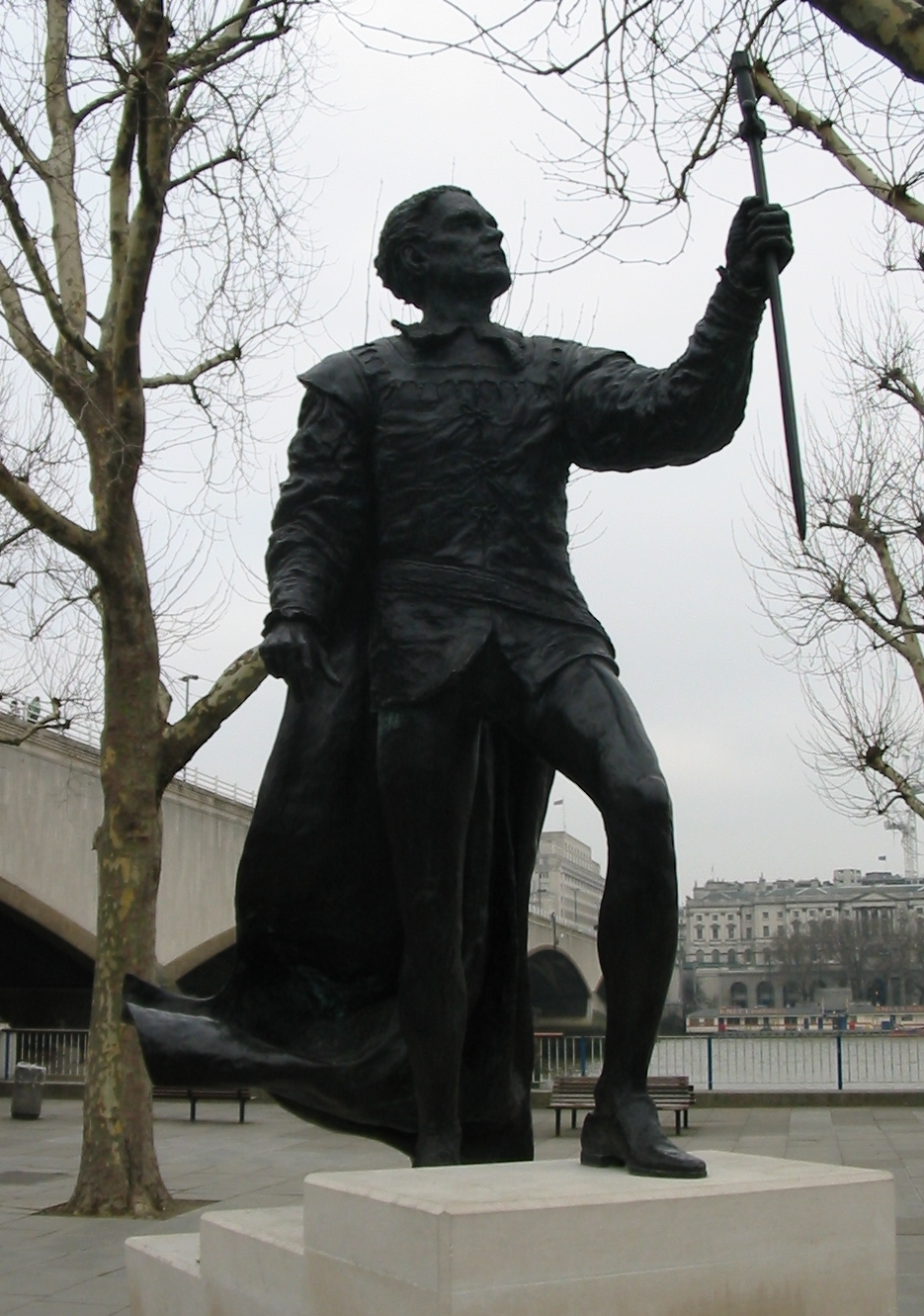
Estátua de Laurence Olivier como Hamlet

- Venceu na categoria de melhor filme de qualquer origem.
- Indicado na categoria de melhor filme britânico.

Festival de Veneza 1949 (Itália)
- Venceu na categoria de melhor filme (Leão de Ouro).
- Venceu na categoria de melhor atriz (Taça Volpi – Jean Simmons)

Globo de Ouro 1949 (Estados Unidos)
- Venceu na categoria de melhor filme estrangeiro.
- Venceu na categoria de melhor ator (Laurence Olivier).

Prêmio Bodil 1949 (Dinamarca)
- Venceu na categoria de melhor filme europeu.